# Aéroport d'Édimbourg
L'aéroport d'Édimbourg (code IATA : EDI • code OACI : EGPH), est un aéroport écossais desservant la capitale, Édimbourg. Il est situé à 13 km du centre-ville et est le sixième aéroport le plus important du Royaume-Uni et le premier en Écosse. Il est géré par BAA plc, qui gère également les aéroports d'Heathrow, de Gatwick, de Stansted, de Glasgow, d'Aberdeen et de Southampton.

## L'aéroport actuel et les travaux d'extension
Le terminal actuel, dessiné par Robert Matthew, a été bâti en 1977 et a subi d'importants travaux ces dernières années, avec la construction d'un nouveau parking et l'agrandissement du hall d'arrivées. Une nouvelle tour de contrôle a également été inaugurée en 2005. Puis six portes et une nouvelle jetée ont été ouvertes au sud-est du terminal en septembre 2006, et encore quatre portes supplémentaires fin 2008.
Le gouvernement écossais a annoncé en 2003 un projet de liaison ferroviaire pour l'aéroport d'Édimbourg. Cette nouvelle ligne sera reliée à la ligne Édimbourg – Glasgow et permettrait de relier directement l'aéroport aux gares d'Édimbourg, Glasgow, Dunblane, Fife, Aberdeen et Inverness. Ce projet, s'il est réalisé, devrait coûter 500 millions de £ et voir le jour en 2010/2011.
L'aéroport est désormais relié au centre-ville d'Édimbourg par un tram.

## Situation

### Carte des aéroports d'Écosse
| Aberdeen Barra Benbecula Campbeltown Colonsay Dundee Eday Édimbourg Fair Isle Foula Glasgow Glasgow-Prestwick Inverness Islay Kirkwall North Ronaldsay Oban Papa Westray Sanday Stornoway Stronsay Sumburgh Tingwall Tiree Westray Wick |

## Statistiques
Le graphique qui aurait dû être présenté ici ne peut pas être affiché car il utilise l'ancienne extension Graph, désactivée pour des questions de sécurité. Des indications pour créer un nouveau graphique avec la nouvelle extension Chart sont disponibles ici.

Voir la requête brute et les sources sur Wikidata.

## Compagnies aériennes et destinations
| Compagnies            | Destinations |
| --------------------- | --- |
| Aegean Airlines       | Athènes E.-Venizélos |
| Aer Lingus Regional   | Belfast-G. Best, Dublin |
| Air Canada            | En saison : Montréal (P.-E.-Trudeau), Toronto (Pearson) |
| Air France            | Paris-Charles de Gaulle |
| Atlantic Airways      | Vágar |
| Aurigny               | En saison: Guernesey |
| BH Air                | En saison : Bourgas |
| British Airways       | Londres-City, Londres-Heathrow En saison : Chambéry, Florence-Peretola, Palma de Majorque, Southampton |
| Brussels Airlines     | Bruxelles-National |
| Delta Air Lines       | New York-John F. Kennedy En saison : Atlanta H.-Jackson, Boston Logan |
| easyJet               | - Alicante-Elche, - Amsterdam, - Bâle-Mulhouse, - Belfast, - Berlin-Brandebourg, - Birmingham, - Bristol, - Copenhague-Kastrup, - Cracovie-Jean-Paul II, - Derry, - Genève-Cointrin, - Hambourg-H.-Schmidt, - Lanzarote-Arrecife, - Lisbonne-H. Delgado, - Londres-Gatwick, - Londres-Luton, - Londres-Stansted, - Lyon-Saint-Exupéry, - Madrid-Barajas, - Milan-Malpensa, - Munich-F. J. Strauß, - Naples-Capodichino, - Paphos, - Paris-Charles de Gaulle, - Reykjavik-Keflavík, - Ténériffe-Sud Reine Sofia, - Venise - Marco Polo En saison : - Antalya, - Athènes E.-Venizélos, - Bodrum-Milas, - Bordeaux-Mérignac, - Catane-Fontanarossa, - Corfou-I. Kapodístrias, - Dalaman, - Dubrovnik, - Fuerteventura, - Grenoble-Alpes-Isère, - Héraklion-N. Kazantzákis, - Hurghada, - Jersey, - Céphalonie, - Nice-Côte d'Azur, - Palma de Majorque, - Palma de Majorque, - Prague-Václav-Havel, - Rhodes-Diagoras, - Rovaniemi, - Santorin |
| Edelweiss Air         | Zurich |
| Eurowings             | Cologne/Bonn-K. Adenauer, Düsseldorf |
| Finnair               | Helsinki-Vantaa |
| Iberia Express        | En saison : Madrid-Barajas |
| JetBlue               | En saison: New York-John F. Kennedy |
| Jet2.com              | - Alicante-Elche, - Antalya, - Fuerteventura, - Lanzarote-Arrecife, - Las Palmas/Gran Canaria, - Madère-C. Ronaldo, - Malaga-Costa del Sol, - Ténériffe-Sud Reine Sofia En saison : - Bodrum-Milas, - Corfou-I. Kapodístrias, - Dalaman, - Dubrovnik, - Faro, - Genève-Cointrin, - Héraklion-N. Kazantzákis, - Ibiza, - Innsbruck-Kranebitten, - Izmir-A. Menderes, - Kos - Larnaca, - Minorque-Mahón, - Naples-Capodichino, - Palma de Majorque, - Paphos, - Prévéza-Aktion, - Reus, - Reykjavik-Keflavík, - Rhodes-Diagoras, - Salzbourg-W. A. Mozart, - Santorin, - Skiathos-A. Papadiamándis, - Split, - Thessalonique-Makedonía, - Turin S.-Pertini (Caselle), - Vérone - Villafranca, - Zante D.-Solomós |
| KLM                   | Amsterdam |
| Loganair              | - Cardiff-Rhoose, - Exeter, - Ronaldsway-Île de Man, - Kirkwall, - Southampton, - Stornoway, - Sumburgh En saison : Bergen, Newquay Cornouailles, Stavanger |
| Lufthansa             | Francfort, Munich-F. J. Strauß |
| Norwegian Air Shuttle | Copenhague-Kastrup, Oslo-Gardermoen, Stockholm-Arlanda |
| Qatar Airways         | Doha-Hamad |
| Ryanair               | - Alicante-Elche, - Barcelone-El Prat, - Bari-Karol Wojtyła, - Belfast, - Bergame-Orio al Serio, - Berlin-Brandebourg, - Billund, - Bologne-Borgo Panigale, - Bratislava-M. R. Štefánik, - Bucarest-H. Coandă, - Budapest-Ferenc Liszt, - Charleroi Bruxelles-Sud, - Copenhague-Kastrup, - Cork, - Cracovie-Jean-Paul II, - Dublin, - Eindhoven, - Faro, - Fuerteventura, - Gdańsk-L. Wałęsa, - Göteborg, - Hambourg-H.-Schmidt, - Kaunas, - Knock-Irlande Ouest, - Lanzarote-Arrecife, - Las Palmas/Gran Canaria, - Lisbonne-H. Delgado, - Londres-Stansted, - Madrid-Barajas, - Malaga-Costa del Sol, - Malte, - Marrakech-Ménara, - Marseille-Provence, - Nantes-Atlantique, - Naples-Capodichino, - Palerme Falcone-Borsellino, - Paris-Beauvais, - Pise-Galileo Galilei, - Poitiers-Biard, - Porto-F. Sá-Carneiro, - Poznań (Posnanie)-H. Wieniawski, - Prague-Václav-Havel, - Riga, - Rome - G. B. Pastine (Ciampino), - Saint-Jacques-de-Compostelle, - Santander-S. Ballesteros, - Séville-San Pablo, - Shannon, - Sofia-Vrajdebna, - Ténériffe-Sud Reine Sofia, - Toulouse-Blagnac, - Turin S.-Pertini (Caselle), - Valence, - Varsovie-Modlin (Mazovie), - Vienne-Schwechat, - Wrocław-N. Copernic En saison : - Biarritz-Pays Basque, - Béziers - Cap d'Agde, - Bournemouth, - Carcassonne, - Corfou-I. Kapodístrias, - Gérone-Costa Brava, - Ibiza, - Katowice-Pyrzowice, - Newquay Cornouailles, - Nîmes-Garons, - Palma de Majorque, - Rhodes-Diagoras, - Trévise-Sant'Angelo, - Venise - Marco Polo, - Vérone - Villafranca, - Zadar |
| Scandinavian Airlines | Oslo-Gardermoen, Stockholm-Arlanda En saison : Copenhague-Kastrup |
| SunExpress            | Antalya En saison : Izmir-A. Menderes |
| Transavia France      | En saison : Paris-Orly |
| Transavia             | Rotterdam-La Haye |
| TUI Airways           | Ténériffe-Sud Reine Sofia En saison : - Cancún, - Chambéry, - Corfou-I. Kapodístrias, - Dalaman, - Ibiza, - Innsbruck-Kranebitten, - Orlando-Melbourne, - Minorque-Mahón, - Palma de Majorque, - Ténériffe-Sud Reine Sofia, - Vérone - Villafranca |
| Turkish Airlines      | Istanbul |
| United Airlines       | Newark-Liberty En saison : Chicago-O'Hare, Washington-Dulles |
| Virgin Atlantic       | En saison : Orlando |
| Vueling               | Barcelone-El Prat |
| WestJet               | En saison : Calgary |
| Wizz Air              | Bucarest-H. Coandă, Budapest-Ferenc Liszt, Gdańsk-L. Wałęsa |

Édité le 11/04/2018. Actualisé le 28/03/2023.

### Cargo
| Compagnies                                | Destinations                    |
| ----------------------------------------- | ------------------------------- |
| DHL Aviation                              | East Midlands                   |
| Jet2.com opéré pour Royal Mail            | East Midlands, Londres-Stansted |
| Loganair opéré pour Royal Mail            | Aberdeen, Inverness             |
| Titan Airways opéré pour Royal Mail       | Londres-Stansted                |
| TNT Airways                               | Liège, East Midlands            |
| Star Air (Maersk) opéré pour UPS Airlines | Cologne/Bonn, East Midlands     |

Note : au 22 août 2015

## Projets
En 2013, une nouvelle extension du terminal passagers a été annoncée, amenant le terminal à l'arrêt de tramway de l'aéroport d'Édimbourg. L'ouverture des tramways d'Édimbourg en mai 2014 a créé la première connexion ferroviaire à l'aéroport d'Édimbourg. Alors que le nombre de passagers a augmenté, le nombre de vols a en fait diminué en 2014 en raison d'avions fonctionnant à plus grande capacité. Le trafic passagers à l'aéroport d'Edimbourg a atteint un niveau record en 2015 avec plus de 11,1 millions de passagers et plus de 109 000 mouvements d'aéronefs. Le terminal est actuellement[Quand ?] en cours d'expansion avec un investissement de 40 millions de livres sterling. Un nouveau projet d'expansion de 25 millions de livres sterling comprenant la construction d'un nouveau bâtiment de 6 000 m2, abritant une salle de sécurité et des zones de vente au détail, est également actuellement[Quand ?] en cours à l'aéroport. Le 23 février 2016, Ryanair a annoncé une croissance de 20 % du nombre de passagers, portant la capacité annuelle de passagers de la compagnie aérienne à l'aéroport d'Édimbourg à 2,5 millions. Cela a été couplé avec les nouvelles de six nouveaux services à l'horaire d'hiver de Ryanair au départ d'Édimbourg, en plus de plus de services sur ses destinations européennes populaires. En février 2016, le cabinet de conseil Biggar Economics a annoncé que l'aéroport d'Édimbourg contribuait chaque année à près d'un milliard de livres sterling à l'économie écossaise. Dans le cadre des travaux d'extension, la piste 12/30 a été officiellement retirée de la circulation le 29 mars 2018.

## Accidents
Le 27 février 2001, un avion Short 360 de la compagnie aérienne Loganair, exploité par la Royal Mail à destination de Belfast, s'est écrasé dans le Firth of Forth peu après avoir décollé d'Édimbourg à 17 h 30. L'avion ne transportait pas de passagers mais tous les membres d'équipage sont décédés. L'enquête a établi que l'accident était dû à l'accumulation de neige dans les réacteurs de l'avion. Les protections n'avaient pas été bien fixées sur les entrées d'air des réacteurs alors que l'appareil était resté stationné plusieurs heures sous une neige abondante à Édimbourg.

## Accès
L'unique ligne du tramway d'Édimbourg, ouverte le 31 mai 2014, assure une liaison directe entre l'aéroport et la ville d’Édimbourg. Elle circule tous les jours d'environ 5 heures à environ 23 heures, toutes les 8 à 15 minutes. Le prix d'un aller simple est de 5.50 livres.
Il existe également trois lignes de bus gérées par la compagnie principale Lothian Buses :
- la ligne 100, qui dessert le centre-ville et effectue son terminus devant la gare d'Édimbourg-Waverley ;
- la ligne 200, qui dessert le nord d'Édimbourg, notamment le quartier de Leith ;
- la ligne 300, qui se termine aussi à Leith mais via le sud de la ville, dont le quartier de Holyrood.

Plusieurs compagnies de bus proposent aussi un lien vers l'aéroport, notamment Citylink depuis le centre-ville de Glasgow ou encore Stagecoach, qui avec son service 747 permet de rejoindre Fife.